# Хамзабейли
Хамзабейли (на турски: Hamzabeyli) е село в околия Лалапаша във вилает Едирне, Турция. На 4,7 km от Хамзабейли е разположен един от трите контролно-пропускателни пункта между Турция и България – ГКПП Лесово – Хамзабейли. Този граничен пункт е най-новият досега открит между България и Турция през 2006 г. Аналогът на Хамзабейли е Лесово от българска страна.

## География
Селото е разположено в Одринска Тракия, в непосредствена близост до българо-турската граница.

## История
В XIX век Хамзабейли е българско село в Одринската кааза на Одринския вилает на Османската империя. Според „Етнография на вилаетите Адрианопол, Монастир и Салоника“, издадена в Константинопол в 1878 година и отразяваща статистиката на населението от 1873 година, Хамзабейли (Hanzabeyli) има 57 домакинства и 55 мюсюлмани и 192 българи.